# فرودگاه گوایمارال
فرودگاه گوایمارال (به انگلیسی: Guaymaral Airport) (به زبان بومی: Aeropuerto de Guaymaral) یک فرودگاه غیرنظامی، نظامی با کد یاتا GAA است که یک باند فرود آسفالت دارد و طول باند آن 1.720x20 متر است. این فرودگاه در شهر بوگوتا کشور کلمبیا قرار دارد و در ارتفاع ۲۵۵۷٫۲۶ متری از سطح دریا واقع شده است.